# The Checkmate
The Checkmate è un film muto del 1917 diretto da Sherwood MacDonald.

## Trama
Claire, dopo aver vissuto in città - dove si è lasciata travolgere dalla frenetica vita cittadina diventando anche l'amante di Roy Vangrift, un ricco scapolo che aveva promesso di sposarla - torna delusa a casa in campagna, dai suoi genitori che sono accuditi da Ida, la sua gemella. Ida è una ragazza semplice e fiduciosa. Capita un giorno che Vangrift arrivi da quelle parti, per una battuta di pesca. Incontra Ida e se ne innamora. Claire, scoprendo che l'uomo ha intenzione di fuggire con la sorella, si sostituisce a lei e, con l'aiuto del pastore, si sposa con Roy. Rivela poi al marito la sua vera identità: Vangrift, a questo punto, si è accorto di amare veramente la moglie e perdona Claire per l'inganno.

## Produzione
Il film fu prodotto dagli Horkheimer Studios. Alcune fonti attribuiscono il film alla Balboa Amusement Producing Company anche se all'epoca non è sicuro che i fratelli Horkheimer usassero ancora il nome della compagnia.
Il film venne girato a Long Beach, cittadina californiana dove la casa di produzione aveva la sua sede.

## Distribuzione
Distribuito dalla Mutual Film, il film - presentato da E.D. Horkheimer - uscì nelle sale cinematografiche statunitensi il 21 maggio 1917.
Alcuni frammenti della pellicola si trovano conservati negli archivi di Los Angeles dell'UCLA.